# San Juan, Texas
San Juan là một thành phố thuộc quận Hidalgo, tiểu bang Texas, Hoa Kỳ. Năm 2010, dân số của xã này là 33856 người.

## Dân số
- Dân số năm 2000: 26229 người.
- Dân số năm 2010: 33856 người.